# Khalilabad
Khalilabad là một thành phố và là nơi đặt ban đô thị (municipal board) của quận Sant Kabir Nagar thuộc bang Uttar Pradesh, Ấn Độ.

## Địa lý
Khalilabad có vị trí 26°47′B 83°04′Đ / 26,78°B 83,07°Đ Nó có độ cao trung bình là 69 mét (226 feet).

## Nhân khẩu
Theo điều tra dân số năm 2001 của Ấn Độ, Khalilabad có dân số 39.814 người. Phái nam chiếm 53% tổng số dân và phái nữ chiếm 47%. Khalilabad có tỷ lệ 65% biết đọc biết viết, cao hơn tỷ lệ trung bình toàn quốc là 59,5%: tỷ lệ cho phái nam là 73%, và tỷ lệ cho phái nữ là 57%. Tại Khalilabad, 16% dân số nhỏ hơn 6 tuổi.